# Mika Halvari
Mika Halvari (* 13. února 1970) je bývalý finský atlet, halový mistr světa ve vrhu koulí.

## Kariéra
V roce 1995 se nejprve v Barceloně stal halovým mistrem světa ve vrhu koulí, v létě pak vybojoval v soutěži koulařů na světovém šampionátu pod širým nebem stříbrnou medaili. V roce 1998 se stal halovým vicemistrem Evropy v vrhu koulí. Svůj nejlepší halový výkon 22,09 m vytvořil v Tampere v roce 2000. Na otevřeném hřišti dosáhl svého nejlepšího výkonu 21,50 m v roce 1995.